# Sphaerocarpos stipitatus
Sphaerocarpos stipitatus là một loài rêu trong họ Sphaerocarpaceae. Loài này được Bisch. ex Lindenb. mô tả khoa học đầu tiên năm 1836.
Danh pháp khoa học của loài này chưa được làm sáng tỏ. 